# Elie Neuburger
Eliazar (Elie) Neuburger (1891-1972) fue un pintor holandés de origen judío.

## Reseña biográfica
Influido por el expresionismo de principios de siglo XX, especialmente por el estilo del austriaco  Oskar Kokoschka, desarrolló un estilo personal, que en su madurez se adelantó al movimiento transvanguardista, por lo que puede considerarse un precursor del posmodernismo.